# Michael Argyle
Michael Argyle (ur. 11 sierpnia 1925 w Nottingham, zm. 6 września 2002) – jeden z najbardziej znanych angielskich psychologów społecznych XX wieku. Większość swojej kariery spędził na Uniwersytecie Oksfordzkim. W pracy naukowej ukazał preferencje wobec metod eksperymentalnych w psychologii społecznej, jednocześnie mniej czasu poświęcał podejściom alternatywnym, takim jak analiza dyskursu.

## Życiorys
Michael Argyle urodził się 11 sierpnia 1925 roku. Przed wojną ukończył Nottingham High School for Boys. W czasie wojny służył w Royal Air Force. Po wojnie studiował w Emmanuel College na Uniwersytecie Cambridge, początkowo nauki moralne, a w 1950 roku ukończył z wyróżnieniem psychologię eksperymentalną (studia podyplomowe) tamże. Po studiach w Cambridge w 1952 roku został wykładowcą psychologii społecznej na Uniwersytecie Oksfordzkim. W tym czasie Uniwersytet Oksfordzki wraz z London School of Economics były jedynymi uczelniami w Wielkiej Brytanii, na których istniał wydział psychologii społecznej. Argyle wykładał na Uniwersytecie Oksfordzkim przez wiele lat jako lektor psychologii społecznej. Na emeryturze został profesorem honorowym na Politechnice Oksfordzkiej. Jako jeden ze współzałożycieli czasopisma British Journal of Social and Clinical Psychology, Argyle regularnie uczestniczył w konferencjach dotyczących psychologii społecznej.
Jego wielką pasją był szkocki taniec ludowy.
Argyle zmarł 6 września 2002 r. w wieku 77 lat, na skutek obrażeń, jakich doznał w wypadku podczas pływania.

## Praca
Argyle miał swój wkład w wielu dziedzinach psychologii, w tematy takie, jak:
- Psychologia religii
- Umiejętności społeczne
- Komunikacja niewerbalna
- Psychologia szczęścia
- Psychologia klas społecznych

### Komunikacja niewerbalna
Niektóre z jego najlepiej znanych artykułów pochodzą z tej dziedziny. W szczególności interesowało go zjawisko spojrzenia na samego siebie. Jedna z jego najlepszych książek porusza tę kwestię, Psychologia stosunków międzyludzkich stała się bestsellerem.

### Psychologia religii
Argyle, wierzący chrześcijanin, opublikował prace empiryczne z psychologii religii. Jego wczesne prace w tej dziedzinie zostały podsumowane w jego książce Religious behaviour 1958. Później zaczął współpracę z Benjaminem Beit-Hallahmi nad produkcją kolejnej książki The Psychology of Religious Beliefs, Behaviour and Experience (1997). Obydwie pozycje świadczyły o zaangażowaniu Argyle w empiryzm w psychologii i wyszczególniły wyniki badań dotyczących takich zagadnień jak wierzenia w życie po śmierci lub częstotliwość uczestnictwa jednostek w doświadczeniach religijnych.

### Psychologia szczęścia
Jedno z najbardziej znaczących, późniejszych dzieł Argyle to psychologia szczęścia. Czując, że w tym zakresie powinny być przeprowadzone dalsze badania, Argyle opublikował Psychologię szczęścia w 1987 (drugie wydanie w 2001). W tej książce wyszczególnia i omawia wyniki badań dotyczących pojęcia szczęścia, stwierdzając że szczęście człowieka jest wzmacniane przez związki międzyludzkie, seks, jedzenie, ćwiczenia fizyczne, muzykę oraz sukces, ale raczej nie przez bogactwo.

### Psychologia klas społecznych
Klasy społeczne to pojęcie szeroko przestudiowane przez socjologów. Późniejsze prace Argyle przedstawiały klasy społeczne w ujęciu socjo-psychologicznym, ukazując różnice w zaangażowaniu religijnym oraz odmienne wzory związków społecznych wśród różnych klas społecznych. Ten temat Argyle chciał połączyć z innym obszarami, nad którymi pracował.

## Publikacje
- The Scientific Study of Social Behaviour (Methuen 1957)
- Religious Behaviour (Routledge & Kegan Paul 1958)
- Training Managers (Acton Society Trust 1962), with Trevor Smith
- Psychology and Social Problems (Methuen 1964)
- The Psychology of Interpersonal Behaviour (Penguin 1967)
- Social Interaction (Tavistock Publications 1969)
- The Social Psychology of Work (Allen Lane 1972), ISBN 0-7139-0186-1
- Skills With People: A Guide for Managers (Hutchinson 1973), ISBN 0-09-116481-8, with Elizabeth Sidney and Margaret Brown
- Bodily Communication (Methuen 1975), ISBN 0-416-67450-X
- Gaze and Mutual Gaze (Cambridge University Press 1976), ISBN 0-521-20865-3, with Mark Cook
- Social Skills and Mental Health (Methuen 1978), ISBN 0-416-84980-6, with Peter Trower and Bridget Bryant
- Person to Person: Ways of Communicating (Harper & Row 1979), ISBN 0-06-318097-9, with Peter Trower
- Social Situations (Cambridge University Press 1981), ISBN 0-521-23260-0, with Adrian Furnham and Jean Ann Graham
- The Psychology of Happiness (Methuen 1987), ISBN 0-416-40960-1
- Cooperation: The Basis of Sociability (Routledge 1991), ISBN 0-415-03545-7
- The Social Psychology of Everyday Life (Routledge 1992), ISBN 0-415-01071-3
- The Psychology of Social Class (Routledge 1994), ISBN 0-415-07954-3
- The Social Psychology of Leisure (Penguin 1996), ISBN 0-14-023887-5
- The Psychology of Religious Behaviour, Belief and Experience (Routledge 1997), ISBN 0-415-12330-5, with Benjamin Beit-Hallahmi
- The Psychology of Money (Routledge 1998), ISBN 0-415-14605-4, with Adrian Furnham

Oraz wiele innych zredagowanych książek, rozdziałów i artykułów w learned journal.

### Literatura dodatkowa
- Robinson, P. (2003). In Memoriam: Michael Argyle. Social Psychological Review, 5 (1) 3-7.